# VfR Frankenthal
VfR Frankenthal is een Duitse voetbalclub uit Frankenthal, Rijnland-Palts.
De club ontstond in 1937 door een fusie tussen FV 1900/02 Frankenthal en FV Kickers 1914. Twee jaar later promoveerde de club naar de Gauliga Südwest, die na twee jaar opgesplitst werd en toen ging VfR in de Gauliga Westmark spelen. Beste notering was een derde plaats in 1940 en 1944.
Na de oorlog speelde de club in de nieuwe Oberliga Südwest, maar kon het behoud niet verzekeren. In 1951 promoveerde de club weer en streed tegen degradatie. Het behoud werd op de laatste speeldag verzekerd door een overwinning op verdedigend landskampioen 1. FC Kaiserslautern, echter werd voor de start van het seizoen 1952/53 een klacht van Hassia Bingen gegrond verklaard waardoor de club alsnog degradeerde. Na één seizoen promoveerde de club weer en eindigde nu in de middenmoot. In 1956/67 werd de club knap derde en miste de nationale eindronde op twee punten na. De volgende drie seizoenen eindigde de club weer in de middenmoot en degradeerde dan in 1960/61. Ook nu kon de club na één jaar terugkeren en werd nu elfde. Echter door de invoering van de Bundesliga moest de club gedwongen naar de tweede klasse, de Regionalliga Südwest. De club speelde hier meestal tegen degradatie, die tot 1969 uitgesteld kon worden. De club keerde meteen terug en kon dan nog twee seizoenen in de Regionalliga spelen. In 1978 plaatste de club zich niet meer voor de nieuwe Oberliga en verdween hierna van het hogere amateurvoetbaltoneel.